# Haagbeukmuurspoorbolletje
Het haagbeukmuurspoorbolletje (Pleomassaria carpini) is een schimmel behorend tot de familie Pleomassariaceae. Het leeft op dood hout van de Carpinus. 

## Kenmerken
De ascomata hebben een diameter van 385 tot 825 µm en een hoogte van 275 tot 550 µm. Ze staan ondergedompeld onder de periderm en zijn niet of nauwelijks zichtbaar vanaf de buitenkant. Ze staan verspreid of in kleine groepjes en zijn omgeven door overvloedige bruine hyfen. Het peridium is 50 tot 70 µm dik, tot 100 µm dik aan de basis, en zwart van kleur. De asci zijn 8-sporig, kleuren niet blauw in jodium en meten 185-220 × 35-38 µm. De ascosporen zijn obovoid-spoelvormig en meten 46-51 (-57) × 15,5-16,5 µm.

## Verspreiding
In Nederland komt het zeldzaam voor.

## Foto's

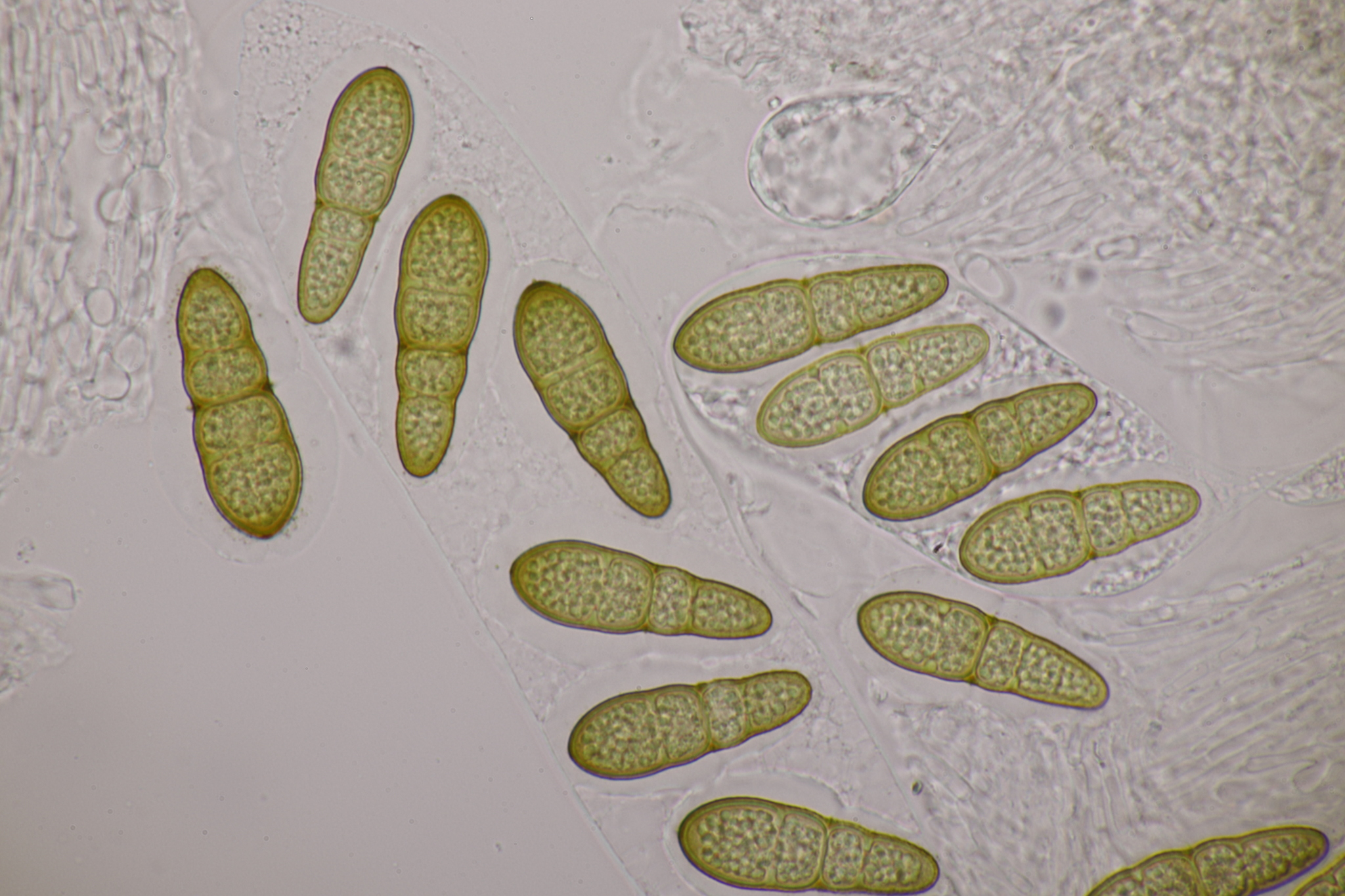
Sporen
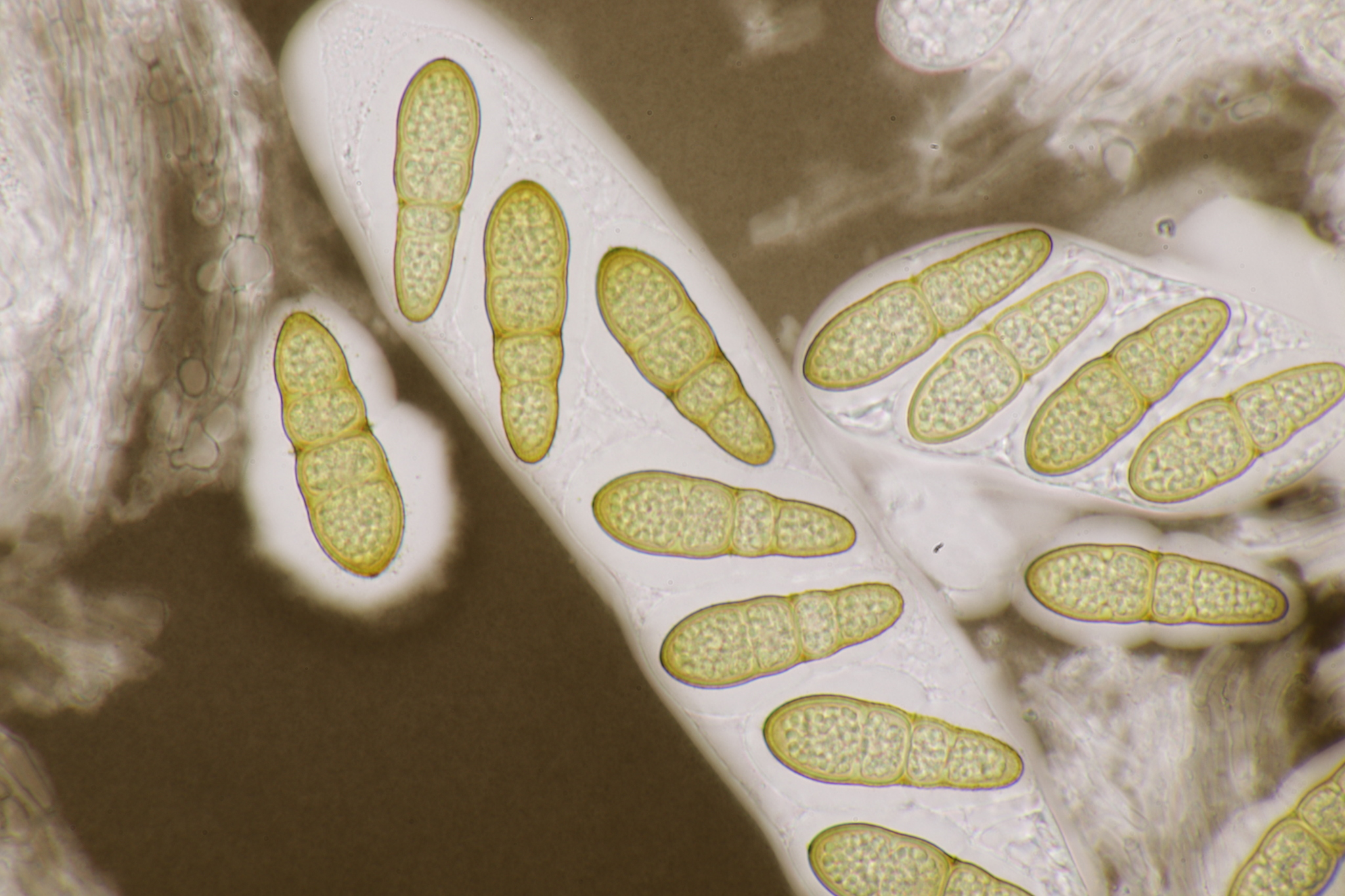
Asci met sporen